# Liste der Bodendenkmale in Drachhausen
In der Liste der Bodendenkmale in Drachhausen sind alle Bodendenkmale der brandenburgischen Gemeinde Drachhausen und ihrer Ortsteile aufgelistet. Grundlage ist die Veröffentlichung der Landesdenkmalliste mit dem Stand vom 31. Dezember 2020.
Die Baudenkmale sind in der Liste der Baudenkmale in Drachhausen aufgeführt.
|    | Gemarkung          | Flur | Kurzansprache | Bodendenkmalnummer | Bemerkung | Bild |
| -- | ------------------ | ---- | --- | ------------------ | --------- | ---- |
| 1  | Drachhausen (Lage) | 5    | Rast- und Werkplatz Mesolithikum, Siedlung Bronzezeit                                                                                            | 120015             |           |      |
| 2  | Drachhausen (Lage) | 5    | Siedlung Bronzezeit, Rast- und Werkplatz Mesolithikum                                                                                            | 120016             |           |      |
| 3  | Drachhausen (Lage) | 4    | Gräberfeld Bronzezeit | 120300             |           |      |
| 4  | Drachhausen (Lage) | 8    | Rast- und Werkplatz Mesolithikum, Rast- und Werkplatz Paläolithikum                                                                              | 120301             |           |      |
| 5  | Drachhausen (Lage) | 8    | Rast- und Werkplatz Mesolithikum, Siedlung Neolithikum, Siedlung Bronzezeit                                                                      | 120302             |           |      |
| 6  | Drachhausen (Lage) | 8    | Rast- und Werkplatz Steinzeit | 120303             |           |      |
| 7  | Drachhausen (Lage) | 8    | Rast- und Werkplatz Mesolithikum | 120304             |           |      |
| 8  | Drachhausen (Lage) | 8    | Rast- und Werkplatz Mesolithikum | 120305             |           |      |
| 9  | Drachhausen (Lage) | 6    | Rast- und Werkplatz Mesolithikum | 120306             |           |      |
| 10 | Drachhausen (Lage) | 6    | Rast- und Werkplatz Mesolithikum, Siedlung Urgeschichte                                                                                          | 120307             |           |      |
| 11 | Drachhausen (Lage) | 6    | Rast- und Werkplatz Mesolithikum, Siedlung Urgeschichte                                                                                          | 120308             |           |      |
| 12 | Drachhausen (Lage) | 5    | Siedlung Eisenzeit, Siedlung Bronzezeit | 120309             |           |      |
| 13 | Drachhausen (Lage) | 8    | Siedlung Urgeschichte, Rast- und Werkplatz Mesolithikum                                                                                          | 120310             |           |      |
| 14 | Drachhausen (Lage) | 7    | Gräberfeld Bronzezeit, Gräberfeld Eisenzeit | 120311             |           |      |
| 15 | Drachhausen (Lage) | 3, 7 | Dorfkern deutsches Mittelalter, Dorfkern Neuzeit, Kirche deutsches Mittelalter, Kirche Neuzeit, Friedhof deutsches Mittelalter, Friedhof Neuzeit | 120313             |           |      |
| 16 | Drachhausen (Lage) | 8    | Rast- und Werkplatz Mesolithikum, Siedlung Neolithikum                                                                                           | 120332             |           |      |
| 17 | Drachhausen (Lage) | 8    | Rast- und Werkplatz Mesolithikum | 120333             |           |      |